# Elecciones generales del Líbano de 2009
Las elecciones generales del Líbano de 2009 tuvieron lugar el 7 de junio de ese año. Antes de las elecciones el proceso para bajar la edad de votación de los 21 a los 18 se puso en marcha, requiriendo una enmienda de la constitución. Acudió a las urnas un 55% de la población libanesa. La "alianza del 14 de marzo" consiguió 71 escaños, mientras que la "alianza del 8 de marzo" consiguió 57. Este es un resultado similar al de las elecciones generales de 2005, por lo que se espera que, al igual que tras aquellas, se forme un gobierno de unidad nacional, que incluya miembros de la oposición.

## Resultados
Anexo:Elecciones generales del Líbano de 2009